# Studio Ghibli
Studio Ghibli eller  Ghibli (japanska: 株式会社スタジオジブリ Kabushiki-gaisha Sutajio Jiburi) är en japansk animations- och filmstudio grundad 1985 av Hayao Miyazaki, Isao Takahata och förlaget Tokuma (via Animage-redaktören Toshio Suzuki). Toshio Suzuki har arbetat på studion som producent, medan Miyazaki och Takahata genom åren varit studions två främsta filmregissörer. Studions logotyp innehåller en profilbild av en liten och en stor totoro. Dessa naturvarelser figurerar i Min granne Totoro, en film som regisserades av Hayao Miyazaki och som med åren kommit att bli en av studions mest ikoniska skapelser.
Studio Ghibli har producerat 20 långfilmer för bio, ett antal kortfilmer och reklamfilmer samt en TV-film. Åtta av studions filmer tillhör de 15 mest framgångsrika japanska biofilmerna; Spirited Away toppar listan med över motsvarade 274 miljoner US-dollar i globala biointäkter. Många av Studio Ghiblis filmer har vunnit Animage Anime Grand Prix, och tre stycken har fått motta Japansk filmakademins pris för årets animerade film. 2002 mottog Spirited Away en Guldbjörn och en Oscar (filmpris) för bästa animerade film.
Sedan Miyazaki och Suzuki båda gått i pension (och medgrundaren Suzuki trappat ner sin verksamhet) lades den löpande filmproduktionen ner sommaren 2014. Därefter har Studio Ghibli agerat medproducent på minst en TV-serie och en långfilm, medan Miyazaki fortsatt med viss produktion av kortfilmer. 2020 kom dock Aja och häxan med Gorō Miyazaki som regissör, och 2023 presenterades Pojken och hägern – Hayao Miyazakis första långfilm på tio år.

## Namn och uttal
Ordet ghibli kommer från italienskan och betecknar där en het vind från Sahara; ursprungligen är det ett arabiskt ord (قبلي – qibli) från Libyen. Under andra världskriget tillverkades det eleganta italienska spaningsplanet Caproni-Bergamaschi Ca.309, med tillnamnet "Ghibli". Flygplansentusiasten Hayao Miyazaki kan ha beslutat att använda namnet på den nystartade studion, utifrån tanken att studion både skulle spela rollen som upptäckare och en som kom med nya vindar i den japanska animationsbranschen; han har dock själv inte bekräftat denna teori.
Det italienska namnet uttalas med ett hårt g, medan det japanska namnet i japanskan uttalas med ett japanskt "mjukt" g ([dʑíbu͍ɾi], se uttal). I västerländska språk uttalas dock studions namn ofta på ett "italienskt" vis, med hårt g. Det hårda g-uttalet kom studion senare självt att använda på de "anglifierade" titlarna på de båda kortfilmerna Ghiblies och Ghiblies Episode 2 (ギブリーズ – uttalat som /giburi:zu/).

## Historik

### De första åren
Studion grundades juni 1985 av Hayao Miyazaki och Isao Takahata, i lag med förlaget Tokuma, utgivare av animationstidskriften Animage. Medarbetarna på den nya studion togs från Studio Topcraft, som två år tidigare arbetat med Miyazakis långfilm Nausicaä från Vindarnas dal och dessförinnan bland annat varit ansvariga för Den sista enhörningen.
Den första filmen på studion blev 1986 års Laputa – slottet i himlen, en fantasyfilm av Miyazaki delvis baserad på ett tidigare manuskoncept av honom. Filmen var fritt inspirerad av Gullivers resor – där den tredje resan gick till den flygande ön Laputa – samt med naturnära inslag delvis påminnande om Miyazakis TV-serie Mirai shōnen Conan.

### Genombrott och biorekord
I slutet av 1980-talet gjorde sig Studio Ghibli alltmer påmind på den japanska populärkulturscenen. Med Min granne Totoro lanserades en av Japans mest spridda animefigurer, och 1989 års Kikis expressbud var den första i en lång rad filmer som toppade statistiken över årets mest framgångsrika japanska biofilm.
Det var främst Miyazaki som bidrog till Studio Ghiblis kommersiella framgångar, medan den mindre produktive Takahata (fem långfilmer under studions hela existens) koncentrerade sig på mer konstnärliga auteur-mässiga filmer. Trots detta blev även hans dramafilm Minnen av igår (1991) årets största japanska inhemska biosuccé med över 2 miljoner sålda biljetter.
Under 1990-talet introducerade Studio Ghibli två nya regissörsnamn bland sina produktioner. Efter 1993 års TV-film Jag kan höra havet av Tomomi Mochizuki kom två år senare Yoshifumi Kondōs Om du lyssnar noga. Den senare filmen skulle 2002 få en fri uppföljare i Katternas rike – även den av en nykomling i studions regissörsstol (Hiroyuki Morita).
Det var dock även fortsättningsvis Hayao Miyazaki som studions filmer mest förknippades med. Efter 1992 års Porco Rosso följde 1997 den påkostade Prinsessan Mononoke. Miyazaki började nu bli ett namn även utanför Japan, och den internationella marknaden började öppna sig för både Miyazakis filmer och anime rent generellt.

### Avtalet med Disney
23 juli 1996 slöt Walt Disney Company avtal med Studio Ghibli om en exklusiv distributionsrätt av studions filmer utanför Japan. Detta inkluderade distributionsrätten för de kommande filmerna, där Studio Ghibli räknade med att en internationell distribution kunde bidra med pengar till de för japanska mått dyra produktionerna.
Den första filmen som distribuerades enligt det här avtalet var den drygt två timmar långa Prinsessan Mononoke, som 1999 gick upp på bio i USA och ett antal andra länder efter att ha haft japansk premiär under 1997. Denna var för ovanlighetens skull inte en film för barn- och familjefilmspubliken, men den blev trots det en stor framgång i Japan med över 13,5 miljoner biobesökare. Miyazakis nästa film – Sen to Chihiro no kamikakushi, lanserad som Spirited Away på bland annat engelska – blev en mycket stor framgång även internationellt och vann bland annat en Oscar för bästa animerade film.

### Förnyelse och pensionering
Hayao Miyazaki och Isao Takahata, som haft ett tätt och flitigt samarbete sedan 1960-talet, var till att börja med studions två enda filmregissörer. Successivt har man dock släppt fram flera yngre förmågor, som Tomomi Mochizuki, Yoshifumi Kondō, Hiroyuki Morita, Mamoru Hosoda (som påbörjade produktionen av Det levande slottet), Gorō Miyazaki och Hiromasa Yonebayashi.

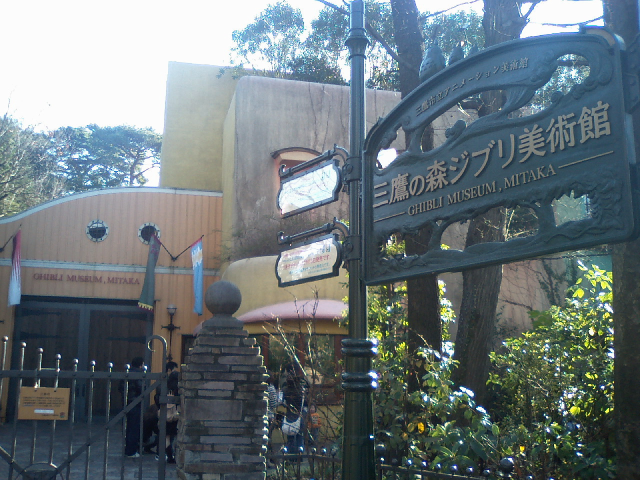
Ovan: Ghibli-museet, med tre gånger Totoro stående på toppen av skylten. Nedan: (Del av) Ghibli-museet sett från ovan.

Toshio Suzuki offentliggjorde december 2010 en femårsplan för Studio Ghibli, efter att Hayao Miyazaki under november månad presenterat delar av planen för studions medarbetare. De tre första åren skulle man ägna åt produktioner av unga kreatörer, medan de två sista var vikta åt "episka" verk. Den första av de "unga" produktionerna var den redan färdigställda Lånaren Arrietty av debuterande regissören Hiromasa Yonebayashi, medan nästa film skulle bli Uppe på vallmokullen som Suzuki sa skulle visa Gorō Miyazakis riktiga värde som regissör (efter "nybörjarturen" med sin första film, Legender från Övärlden).
Vid sitt besök på Internationella filmfestivalen i Locarno meddelade Isao Takahata 12 augusti 2009 att han inlett arbetet med en ny långfilm. Det rörde sig om en bearbetning av den gamla japanska folksagan Taketori monogatari (Sagan om bambuhuggaren).
Angående Hayao Miyazaki gjorde rykten gällande att han arbetade på antingen en uppföljare till Porco Rosso eller en film om andra världskrigets klassiska Zero-plan och dess skapare, doktor Jirō Horikoshi. 13 december klargjorde Studio Ghibli och distributören Tōhō vad det hela rörde sig om, då man samtidigt presenterade studions två kommande filmer – Takahatas Sagan om prinsessan Kaguya och Miyazakis Det blåser upp en vind.
När Det blåser upp en vind visades på 2013 års Venedigfestival, meddelade studiochefen Kōji Hoshino 1 september att detta var Miyazakis sista film (som regissör). Miyazaki höll själv fem dagar senare, där han förklarade att åldern börjat ta ut sin rätt. Han sa att Det blåser upp en vind tagit fem år av hans liv, och att nästa film skulle ha tagit än mer tid att göra. Vid presskonferensen, som samlade totalt 600 reportrar, meddelade Miyazaki att han nu kände sig fri att göra vad han vill och att han skulle ta itu med projekt som länge önskat göra och att det inte hade med animation att göra. Ett par månader senare (16 november) hade dokumentären Yume to kyōki no ōkoku ('Drömmarnas och galenskapens rike') biopremiär. Dokumentärfilmen är en sorts summering av Miyazakis och hans kollega Takahatas karriärer och presenterar även producenten Toshio Suzukis – Suzuki var en av idégivarna till Studio Ghibli – arbete.

### Ströproduktioner och nystart
Sommaren 2014 hade Hiromasa Yonebayashis långfilm När Marnie var där japansk premiär. Filmen, som därefter distribuerats internationellt och 2015 visades på bio i Finland och 2016 i Sverige, är studions senast filmprojekt. Hösten 2014 deltog studion samtidigt i samproduktionen Ronja Rövardotter ihop med Polygon Pictures. Denna TV-serie efter Astrid Lindgrens bok och med Gorō Miyazaki som regissör, blev den sista produktionen på Studio Ghibli efter att man redan sommaren 2014 beslutat att lägga studion i malpåse. Skälen sas i första hand vara Hayao Miyazakis pensionering och de sista produktionernas vikande lönsamhet. Studio Ghibli har varit en av få stora (japanska) animationsstudior som inte lejt ut en del av produktion till låglöneländer som Sydkorea och Indien.
Efter Miyazakis och Takahatas samtidiga pensionering från studions långfilmsproduktion sommaren 2014, lades Studio Ghibli i princip i malpåse. Efter När Marnie var där agerade studion endast agerat som medproducent på en japansk TV-serie (Ronja Rövardotter och en långfilm animerad i Europa (The Red Turtle). Flera av studions animatörer har därefter tagit anställning på den nystartade Studio Ponoc, vars första animerade långfilm (Mary och häxans blomma) hade premiär sommaren 2017 i regi av Hiromasa Yonebayashi.
Därefter ägnade sig Miyazaki ett tag åt att producera kortfilmer åt Ghibli-museet. 2020 hade dock Aja och häxan premiär, en film i regi av Gorō Miyazaki och efter en bok av Diana Wynne Jones (som även skrev förlagan till Det levande slottet). Den 3D-animerade Aja och häxan fick dåliga recensioner och blev en kommersiell besvikelse. 2023 hade slutligen Pojken och hägern premiär, Hayao Miyazakis första långfilm på ett årtionde. Filmen är ett existentiellt drama med fantastiska inslag som i många fall hämtat inspiration från scener i hans tidigare produktioner. Den beskriver drömvärldar och försöken att hämta tillbaka en förlorad anförvant, samtidigt som den visar fram Miyazakis visuella skaparkraft.

## Stil
Studions särtecken är koncentrationen kring långfilmsanimation, främst (men inte uteslutande) riktad mot en barn- och familjepublik. Här skiljer man sig från i princip alla andra japanska animationsstudior som blandar TV- och OVA-produktioner med inslag av långfilm. Man har också utmärkt sig genom sina kvalitetsmedvetna och tekniskt krävande produktioner, vilket gjort inte minst studions bakgrundsteckningar, animation och manusarbete berömda och ofta prisbelönta. 1999 års Mina grannar Yamadas utforskade nya sätt att använda datorer inom filmanimation; annars har huvudregissören Hayao Miyazakis tvehågsenhet inför de digitala medlen gjort att åtminstone en långfilmsproduktion från senare år (Ponyo på klippan vid havet) skapats nästan helt utan datorer.
Studio Ghibli kallas från och till Japans Walt Disney, en jämförelse som studions företrädare dock inte uppskattar. Likheterna ligger kanske främst i den framgångsrika inriktningen på familjeproduktioner, medan manusinriktning och tematik skiljer studiorna emellan. Ett återkommande tema i Studio Ghiblis filmer är människan och naturen, där människans problem att leva i harmoni med sin omgivning på olika sätt belyses.

## Ghibli-museet
Ghibli-museet (三鷹の森ジブリ美術館 Mitaka no Mori Jiburi Bijutsukan "Mitaka-skogens Ghibli-museum") är ett museum omkring studions produktioner, beläget i Inokashira-parken i Mitaka, en västlig förort till Tokyo. Museet öppnades 1 oktober 2001 efter planering sedan 1998 och byggstart mars 2000.
Museet utformades av Hayao Miyazaki själv, med hjälp av storyboards i samma stil som han använder när han gör film. Utformningen var influerad europeisk arkitektur såsom den högt liggande byn Calcata i Italien. Miyazakis målsättning var att göra byggnaden en del av själva utställningen.
Ghibli-museet är ett konstmuseum av det annorlunda slaget. Layouten av byggnaden ger ett myllrande och bitvis labyrintisk intryck, och museet är byggt för att vara ett barnvänligt och lekfullt ställe. Det officiella mottot för det hela är Maigo ni narō yo, isshoni (japanska: 迷子になろうよ、いっしょに, 'Låt oss gå vilse tillsammans'?). Utställningarna har ingen förutbestämd snitsling eller rumsordning. Museibroschyren finns i ett flertal språk, men skyltarna i museet är endast på japanska.
Förutom de permanenta utställningarna omkring filmerna, finns en utställningssal för tillfälliga utställningar som byts en gång om året. Den första av dessa utställningar ägnades Spirited Away, och sedan dess har bland annat Jurij Norstein, Pixar, Aardman Animations  och kattbussen varit tema.

## Filmer från Studio Ghibli
Tabellen nedan inkluderar inte kortfilmer och filmer som producerats direkt för Studio Ghibli-museet. Nausicaä från Vindarnas dal numreras som nummer noll, eftersom den gjordes innan Studio Ghibli grundades, med i princip samma medarbetare.
| Nr | Originaltitel                                                 | Svensk titel/ direktöversättning (engelsk titel)                 | Regissör             | Idé/förlaga                                | Musik                    | Produktionstid (ÅÅMM–ÅÅMM) | Speltid (antal celler)        | Budget                                      | Japansk premiär (svensk premiär)                   | Sålda bilj. i Japan (kassaintäkter)                             | Svenskt tal/text                   |
| -- | ------------------------------------------------------------- | ---------------------------------------------------------------- | -------------------- | ------------------------------------------ | ------------------------ | -------------------------- | ----------------------------- | ------------------------------------------- | -------------------------------------------------- | --------------------------------------------------------------- | ---------------------------------- |
| 0  | Kaze no tani no Naushika (風の谷のナウシカ)                   | Nausicaä från Vindarnas dal (Nausicaä of the Valley of the Wind) | Hayao Miyazaki       | Hayao Miyazaki (manga)                     | Joe Hisaishi             | 8305–8403                  | 117 min (56 078; 263 färger)  | (1 milj. US-dollar)                         | 1984-03-11 (2009-02-17, förhandsvisning)           | 915 000 (742 milj. yen; 52 dagar på bio)                        | Dubbad i form av nedklippt version |
| 1  | Tenkū no shiro Rapyuta (天空の城ラピュタ)                     | Laputa – slottet i himlen (Castle in the Sky)                    | Hayao Miyazaki       | Hayao Miyazaki                             | Joe Hisaishi             | 8505–8607                  | 124 min (69 962; 381 färger)  | ???                                         | 1986-08-02 (2009-09-23/dvd)                        | 774 271 (583 milj. yen; 42 dagar på bio)                        | Svenskt tal                        |
| 2  | Hotaru no haka (火垂るの墓)                                   | Eldflugornas grav (Grave of the Fireflies)                       | Isao Takahata        | Akiyuki Nosaka (bok)                       | Michio Mamiya            | 8702–8804                  | 88 min (54 660; 304 färger)   | (20 milj. fr. franc)                        | 1988-04-16 (2006-01-25, dvd)                       | 802 000 (588 milj. yen)                                         |                                    |
| 3  | Tonari no Totoro (となりのトトロ)                             | Min granne Totoro (My Neighbour Totoro)                          | Hayao Miyazaki       | Hayao Miyazaki                             | Joe Hisaishi             | 8704–8804                  | 86 min (4 473; 308 färger)    | (20 milj. fr. franc)                        | 1988-04-16 (1995-07-09, tv)                        | 802 000 (588 milj. yen; 35 dagar på bio)                        | Svenskt tal (Ny och äldre version) |
| 4  | Majo no takkyūbin (魔女の宅急便)                              | Kikis expressbud (Kiki's Delivery Service)                       | Hayao Miyazaki       | Eiko Kadono (bok)                          | Joe Hisaishi             | 8804–8907                  | 103 min (67 317; 462 färger)  | 800 milj. yen                               | 1989-07-29 (2007-11-23, bio)                       | 2 640 619 (2,17 miljarder yen; 77 dagar på bio)                 | Svenskt tal                        |
| 5  | Omohide poro-poro (おもひでぽろぽろ)                          | Minnen av igår (Only Yesterday)                                  | Isao Takahata        | Hotaru Okamoto/Yuuko Tone (manga)          | Katsu Hoshi              | 8909–9106                  | 119 min (73 719; 370 färger)  | ???                                         | 1991-07-20                                         | 2 169 000 (1,87 miljarder yen; 84 dagar på bio)                 |                                    |
| 6  | Kurenai no buta (紅の豚)                                      | Porco Rosso (Porco Rosso)                                        | Hayao Miyazaki       | Hayao Miyazaki (manga)                     | Joe Hisaishi             | 9108–9207                  | 94 min (58 443; 476 färger)   | ???                                         | 1992-07-18 (tv: 1992?/1996?; bio: 2008-08-29)      | 3 050 000 (2,713 miljarder yen; 84 dagar på bio)                | Svenskt tal (Ny och äldre version) |
| 7  | Umi ga kikoeru (海がきこえる)                                 | Jag kan höra havet (Ocean Waves; I Can Hear the Sea)             | Tomomi Mochizuki     | Saeko Himuro (bok)                         | Shigeru Nagata           | 9209–9303                  | 72 min (xx xxx)               | ???                                         | 1993-05-03 (tv) (2010-02-10, dvd)                  | NTV (–)                                                         |                                    |
| 8  | Heisei tanuki gassen ponpoko (平成狸合戦ぽんぽこ)             | Pompoko (Pom Poko)                                               | Isao Takahata        | Hayao Miyazaki (idé)                       | Shang Shang Taifū        | 9208–9406                  | 119 min (82 989; 502 färger)  | ???                                         | 1994-07-16 2011-08-11, dvd)                        | 3 254 000 (2,65 miljarder yen; 70 dagar på bio)                 | Svenskt tal                        |
| 9  | Mimi wo sumaseba (耳をすませば)                               | Om du lyssnar noga (Whisper of the Heart)                        | Yoshifumi Kondō      | Aoi Hiiragi (manga)                        | Yūji Nomi                | xxxx–xxxx                  | 111 min (xx xxx)              | 800 milj. yen                               | 1995-07-15 (2009-10-07, dvd)                       | ??? (1,8 miljarder yen)                                         | Svenskt tal                        |
| 10 | Mononoke-hime (もののけ姫)                                    | Prinsessan Mononoke (Princess Mononoke)                          | Hayao Miyazaki       | Hayao Miyazaki                             | Joe Hisaishi             | 9408–9706                  | 134 min (144 403; 550 färger) | 2,3 miljarder yen (120 milj. franska franc) | 1997-07-12 (2010-11-28, bio)                       | 13 540 000 (1 miljard franska franc) + 4 milj. VHS-kassetter    | Svenskt tal                        |
| 11 | Hōhokekyo tonari no Yamada-kun (ホーホケキョとなりの山田くん) | Mina grannar Yamadas (My Neighbours the Yamadas)                 | Isao Takahata        | Shinji Otsuka/Megumi Kagawa (manga)        | Akiko Yano               | 9706–9906                  | 111 min (0; 173 035 CGI)      | 2,36 miljarder yen                          | 1999-07-17 (2012-03-07, dvd)                       | (två månader på bio, 245 biodukar)                              |                                    |
| 12 | Sen to Chihiro no kamikakushi (千と千尋の神隠し)              | Spirited Away (Spirited Away)                                    | Hayao Miyazaki       | Hayao Miyazaki                             | Joe Hisaishi             | 9912–0107                  | 125 min (120 000)             | 1,9 miljarder yen                           | 2001-07-27 (2003-09-19, bio)                       | 23 000 (29,9 miljarder yen)                                     | Svenskt tal                        |
| 13 | Neko no ongaeshi (猫の恩返し)                                 | Katternas rike (The Cat Returns)                                 | Hiroyuki Morita      | Aoi Hiiragi (manga)                        | Yūji Nomi                | xxxx–xxxx                  | 75 min (???)                  | ???                                         | 2002-07-19                                         | ??? (50,59 milj. US-dollar; 70 dagar på bio, 306 biodukar)      |                                    |
| 14 | Hauru no ugoku shiro (ハウルの動く城)                         | Det levande slottet (Howl's Moving Castle)                       | Hayao Miyazaki       | Diana Wynne Jones (bok)                    | Joe Hisaishi             | 0302–0407                  | 119 min (???)                 | (20 milj. euro)                             | 2004-11-20 (2005-10-21, bio)                       | >14 000 (20 miljarder yen)                                      | Svenskt tal                        |
| 15 | Gedo senki (ゲド戦記)                                         | Legender från Övärlden (Tales from Earthsea)                     | Gorō Miyazaki        | Ursula K. Le Guin (bok)                    | Tamiya Terashima         | xxxx–xxxx                  | 115 min (???)                 | (??? )                                      | 2006-07-29 (2008-01-04, bio)                       | ??? (7,65 miljarder yen)                                        |                                    |
| 16 | Gake no ue no Ponyo (崖の上のポニョ)                          | Ponyo på klippan vid havet (Ponyo on the Cliff by the Sea)       | Hayao Miyazaki       | Hayao Miyazaki                             | Joe Hisaishi             | xxxx–xxxx                  | 101 min (???)                 | 3,4 miljarder yen                           | 2008-07-19 (2009-11-09)                            | (15,5 miljarder yen/171 milj. US-dollar)                        | Svenskt tal                        |
| 17 | Kari-gurashi no Arietti (借りぐらしのアリエッティ)            | Lånaren Arrietty (The Borrower Arrietty)                         | Hiromasa Yonebayashi | Mary Norton (bok)                          | Cécile Corbel/Simon Caby | xxxx–xxxx                  | 94 min (997 "tagningar")      | 2,3 miljarder yen (23 milj. US-dollar)      | 2010-07-17 (2011-10-15, festival; 2011-11-02, bio) | ??? (9,35 miljarder yen/110 milj. US-dollar = 15 veckor på bio) | Svenskt tal                        |
| 18 | Kokuriko-zaka kara (コクリコ坂から)                           | Uppe på vallmokullen (From Up on Poppy Hill)                     | Gorō Miyazaki        | Tetsurō Sayama/Chizuru Takahashi (manga)   | Satoshi Takebe           | xxxx–xxxx                  | 91 min (???)                  | 2,17 miljarder yen                          | 2011-07-16 (2012-12-21, bio)                       | >3 300 000 (6,1 miljarder yen)                                  |                                    |
| 19 | Kaze tachinu (風立ちぬ)                                       | Det blåser upp en vind (The Wind Rises)                          | Hayao Miyazaki       | Hayao Miyazaki                             | Joe Hisaishi             | xxxx–xxxx                  | 126 min (???)                 | ???                                         | 2013-07-20 (2014-04-04)                            | ??? (12 miljarder yen = 120 milj. US-dollar)                    |                                    |
| 20 | Kaguya-hime no monogatari (かぐや姫の物語,)                   | Sagan om prinsessan Kaguya (The Tale of the Princess Kaguya)     | Isao Takahata        | Taketori monogatari                        | Joe Hisaishi             | xxxx–xxxx                  | 137 min (???)                 | (5 miljarder yen = 50 milj. US-dollar)      | 2013-11-23 (2015-01-26)                            | ??? (2,3 miljarder yen = 140 milj. kronor)                      |                                    |
| 21 | Omoide no Marnie (思い出のマーニー)                           | När Marnie var där (When Marnie Was There)                       | Hiromasa Yonebayashi | Joan G. Robinson: När Marnie var där (bok) | Takatsugu Muramatsu      | xxxx–xxxx                  | 103 min (???)                 | 1,15 miljarder yen (10,5 milj. US-dollar)   | 2014-07-19                                         | ??? (33 milj. US-dollar, 2014-09-21)                            | Svenskt tal                        |
| 22 | Aya to majo (アーヤと魔女)                                    | Aya och häxan                                                    | Gorō Miyazaki        | Diana Wynne Jones (bok)                    | Satoshi Takebe           | xxxx–xxxx                  | 83 min (???)                  | ???                                         | 2020-12-30 (2021-05-21)                            | ???                                                             | Svenskt tal                        |
| 23 | Kimitachi wa dō ikiru ka (君たちはどう生きるか)               | Pojken och hägern                                                | Hayao Miyazaki       | Genzaburo Yoshino (bok)                    | Joe Hisaishi             | xxxx–xxxx                  | 124 min (???)                 | ???                                         | 2023-07-14 (2023-11-24)                            |                                                                 |                                    |
| Nr | Originaltitel                                                 | Svensk titel/ direktöversättning (engelsk titel)                 | Regissör             | Idé/förlaga                                | Musik                    | Produktionstid (ÅÅMM–ÅÅMM) | Speltid (antal celler)        | Budget                                      | Japansk premiär (svensk premiär)                   | Sålda bilj. i Japan (kassaintäkter)                             |                                    |

### Studio Ghibli i Sverige
(svenskt premiärdatum inom parentes; svenskt tal och svensk text om ej annat nämns)
- Min granne Totoro (utgiven på VHS i Sverige 1988 och på tv med svensk dubb 9 juli 1995[d]; 30 mars 2007, bio – endast svensk text) (dvd)
- Porco Rosso (1992?/1996? på tv med ursprunglig svensk dubbning; 29 augusti 2008, bio med endast svensk text; DVD – ny svensk dubbning)
- Spirited Away (19 september 2003, bio med endast svensk text) (dvd)
- Det levande slottet (21 oktober 2005, bio) (dvd)
- Eldflugornas grav (25 januari 2006, dvd – endast svensk text)
- Kikis expressbud (23 november 2007, bio) (dvd)
- Legender från Övärlden (4 januari 2008[71], bio – endast svensk text) (dvd)
- Nausicaä från Vindarnas dal (17 februari 2009[e], bio med endast svensk text) (svenskt tal endast på starkt nedkortade Vindens krigare på VHS, utgiven 1988) (dvd med endast svensk text)
- Laputa – Slottet i himlen (23 september 2009, dvd) (dvd; blu-ray 7 mars 2012[72])
- Om du lyssnar noga (7 oktober 2009, dvd)
- Ponyo på klippan vid havet (9 november 2009, bio) (dvd)
- Jag kan höra havet (10 februari 2010, dvd – endast svensk text)
- Pompoko (11 augusti 2010, dvd)
- Prinsessan Mononoke (28 oktober 2011, bio, endast svensk text[73]) (dvd med endast svensk text) (2 mars 2020, streaming med svensk dubb)
- Lånaren Arrietty (förhandsvisning/smygpremiär 15 oktober 2011[74]; 2 november 2011, bio, med svenskt tal[75] eller text[76]) (dvd + blu-ray)
- Mina grannar Yamadas (7 mars 2012, dvd – endast svensk text[77])
- Uppe på vallmokullen (21 december 2012, bio – endast svensk text)[f]
- Det blåser upp en vind (4 april 2014, bio – endast svensk text)[79][80][81]
- Sagan om prinsessan Kaguya (26 januari 2015, GIFF; 1 el. 3 april 2015, bio[82][83] – endast svensk text)
- När Marnie var där (23 mars 2016, bio – svensk dubbning + svensk textning)[84][85]
- Minnen av igår (4 december 2017, dvd + blu-ray; 13 oktober/22 november 2019, bio – svensk text[86][87])
- Katternas rike (23 augusti 2019, bio – svensk textning)[88]
- Aya och häxan (21 maj 2021, bio – svensk dubbning och text)[69]